# Oberea atroantennalis
Oberea atroantennalis là một loài bọ cánh cứng trong họ Cerambycidae.